# Krautrock
Krautrock, también denominado kraut rock o kosmische musik, es la denominación de una corriente musical y forma de rock experimental surgida a finales de los años 1960 en la República Federal de Alemania. Es considerado habitualmente un término que califica a las bandas de rock progresivo, rock psicodélico o rock experimental surgidas únicamente en Alemania.
El término originalmente tenía connotaciones despectivas. Kraut (en español, «repollo») era un apodo con que se denominaba a los alemanes en la Primera y Segunda Guerra Mundial, ya que un plato típico de su gastronomía es el Sauerkraut (en español, «chucrut»).
Bajo la denominación Krautrock se englobaron gran cantidad de artistas alemanes influidos por géneros como el rock psicodélico, el rock progresivo, la música avant-garde y el jazz, que utilizaban nuevos instrumentos electrónicos, nuevas tecnologías de grabación, amplificación y mezcla musical o nuevas estructuras formales y compositivas.

## Contexto histórico

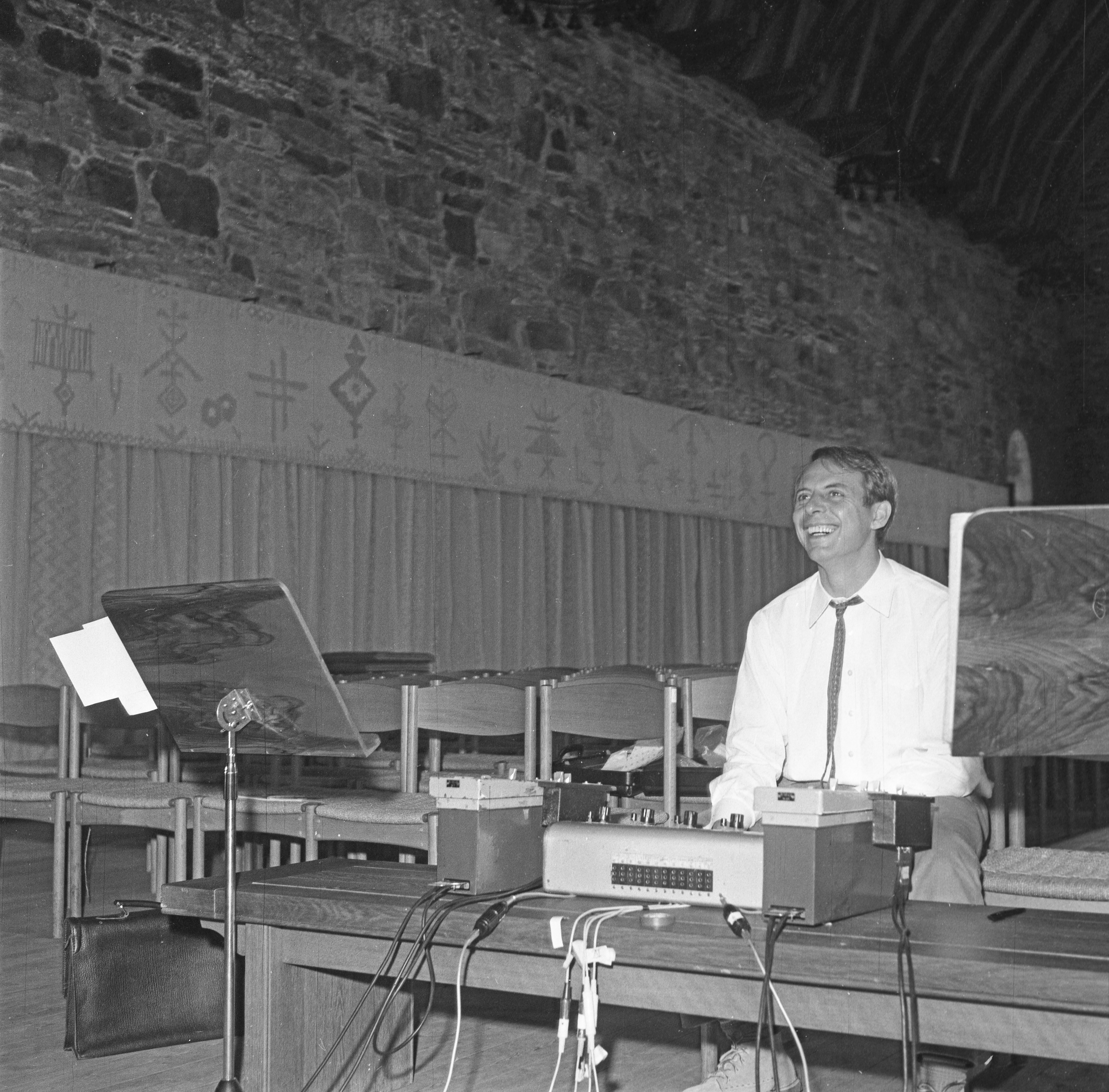
El compositor Karlheinz Stockhausen

El krautrock surgió de la contracultura de finales de los años 1960 en Alemania Occidental. En general se considera al movimiento como un intento de la juventud alemana de reconstruir su cultura, destruida durante la Segunda Guerra Mundial y que se encontraba dominada por la influencia de Estados Unidos y otros países occidentales a raíz del «éxito» económico del Plan Marshall. Tras la guerra, la República Federal Alemana recibió, además de productos de consumo masivo fabricados por la potencia mundial, productos de orden cultural como el rock and roll de masas.

"(los jóvenes alemanes) Estaban más interesados en las agrupaciones angloamericanas, de las que el krautrock hacía todo lo posible por apartarse, mientras que los integrantes del grupo Kraftwerk eran considerados "poco divertidos", ya que los veían como música disco y, por lo tanto, una ofensa para el rock".
David Stubbs (2017) 

Algunas bandas, como Amon Düül, Floh de Cologne y Guru Guru, estaban involucradas en política, y en algunos casos surgieron de comunas hippies. Los músicos de la escena autóctona buscaban crear algo nuevo que representara su punto de vista, aunque mantenían conexiones con, especialmente, los trabajos de Karlheinz Stockhausen primer compositor moderno en devolver una identidad propia a la música alemana.

"Lo político estaba en lo que hacíamos, más que en las palabras. Una banda sin líder significa que todos son líderes, que tienen la misma responsabilidad. El compositor siempre fue Can."
Irmin Schmidt integrante de Can (eldiario.es, 2015) 

Entre los compositores que también sirvieron de influencia en el krautrock se incluyen La Monte Young, John Cage, The Velvet Underground (con sus notas sostenidas y sus ritmos intensos), Silver Apples (con sus experimentaciones electrónicas), The Beatles, Lee Perry y King Tubby, Pink Floyd (con sus trabajos más psicodélicos como A Saucerful of Secrets) y Syd Barrett (en su obra solista), Soft Machine, King Crimson, Frank Zappa & The Mothers of Invention o Mahavishnu Orchestra.

"(los grupos querían) reinventar la música, crear un nuevo legado sonoro que se conectara con tradiciones alemanas más antiguas en base a la negación a replicar las formas del blues y el rock que eran dominantes en esa era. Al hacerlo, crearon originales patrones que años después han sido tomados como referencia, una y otra vez"
David Stubbs (2017) 

## Características

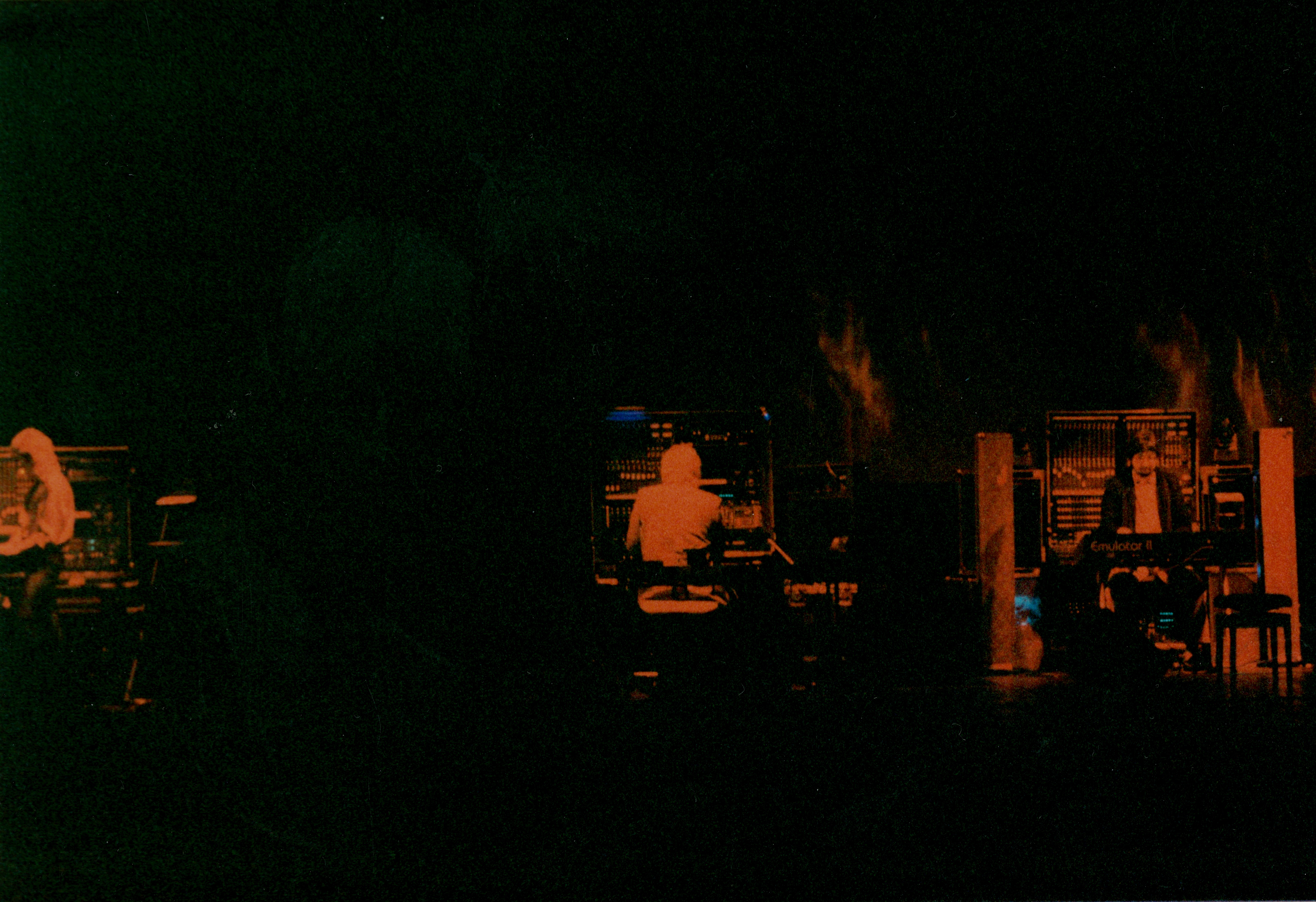
El grupo Tangerine Dream

A pesar de estar englobadas con la misma etiqueta, las bandas y grupos de la escena mantienen diferentes estilos y se pueden identificar dos centros principales de producción: Berlín y Düsseldorf. Tangerine Dream, ejemplo destacado de la denominada Escuela de Berlín, se destacó por su sonido progresivo basado en sintetizadores (que se puede considerar space rock). Faust y Kraftwerk, ejemplos de la Escuela de Düsseldorf, exploraron un sonido más «industrial», mientras que Cluster y Popol Vuh tenían un sonido más cercano al ambient y a lo que luego se denominaría new age. Otras bandas como Agitation Free experimentaban con el jazz y los elementos étnicos.

"Hay un fuerte peso de la influencia ambiental: la Autobahn, cintas de carretera largas y grises que se pierden en el horizonte, y en el interior rural, en el bosque, al que grupos como Cluster y músicos como Klaus Schulze se retiraban a trabajar, lejos del predominio urbano, de las convenciones de la industria musical, en busca de espacios más herméticos."
David Stubbs (2017) 

"Todo el krautrock era acerca de la modernidad y el futuro (…), forjar nuevas formas y nuevas identidades significaba crear nuevos sonidos usando nuevas fuentes, y eso significaba electrónica."
David Stubbs (2017) 

Logotipo del grupo Neu!

Sin embargo, muchas de estas bandas estaban relacionadas entre sí y en algunos casos compartían elementos como el ritmo «motorik» (seña de identidad del grupo Neu! y su baterista Klaus Dinger que explicaba su origen en la música nativa americana, principalmente de la música Apache, de ahí que él le llamara Apache Beat), instrumentos electrónicos (como sintetizadores), efectos de estudio, improvisaciones o elementos y temática de música étnica.

"Todos los músicos de krautrock habían tocado conciertos en galerías. En ese sentido hay en el krautrock una conexión mucho mayor con el arte visual de vanguardia del siglo XX del que se puede encontrar en la tradición del rock anglo-americano, salvo algunas excepciones, como Brian Eno, un "krautrocker" honorario. Esencialmente, el arte del siglo XX ha sido sobre la revolución de las formas, desde Las señoritas de Avignon de Picasso en adelante. El krautrock trató de lograr una revolución similar, pero en el terreno del rock."
David Stubbs (2018) 

## Escuelas

### Escuela de Berlín

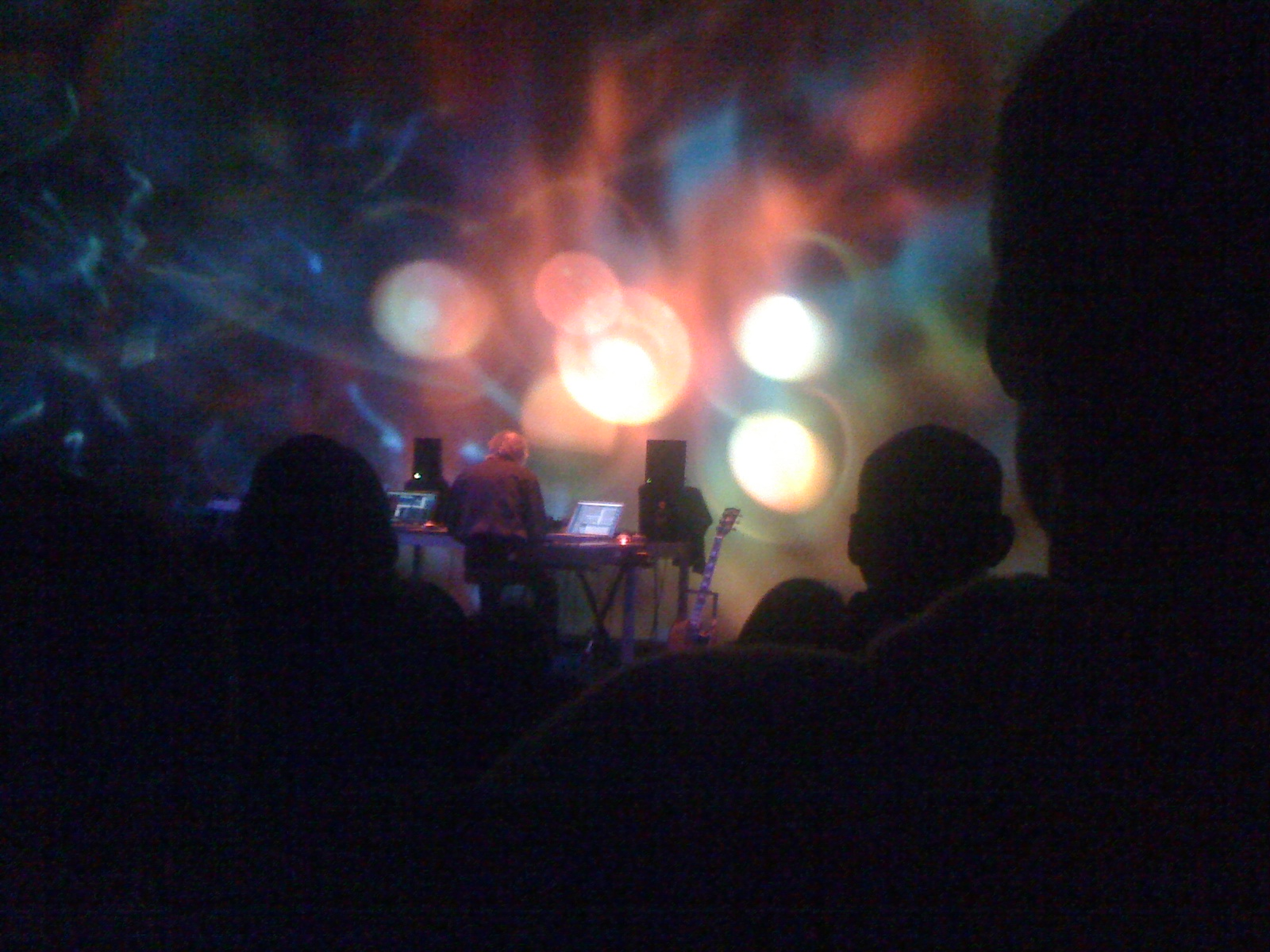
El compositor Manuel Göttsching

Se conoce como Escuela de Berlín de música electrónica a la generación de artistas que tenían en común la ciudad de Berlín como centro de operaciones. Su estilo se caracteriza por ser mucho menos percusivo y basar sus temas en largas progresiones instrumentales. Entre los más influyentes de esta tendencia destacan Klaus Schulze, Tangerine Dream, Ash Ra Tempel y Manuel Göttsching.

### Escuela de Düsseldorf

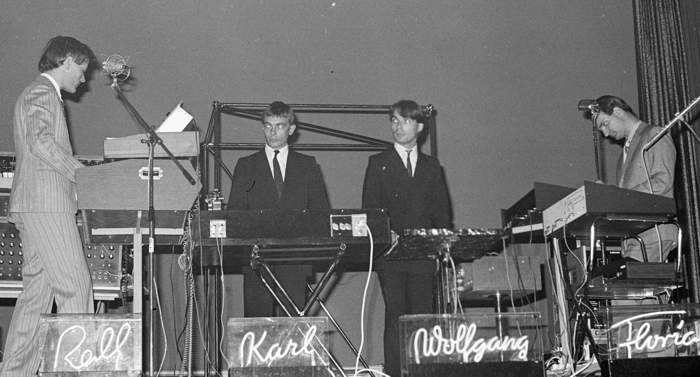
El grupo Kraftwerk

La denominada Escuela de Düsseldorf de música electrónica hace mención a un grupo de artistas y músicos residentes en Düsseldorf cuyas obras se caracterizan por emplear melodías sintetizadas, rítmicas líneas de bajo y prominentes patrones de batería o percusión generadas con sintetizadores, secuenciadores o cajas de ritmos. Entre los músicos más conocidos figuran Kraftwerk, Cluster, Can, Neu!.o Conrad Schnitzler.

## Influencia
El Krautrock ha sido un estilo musical muy influyente en el desarrollo de géneros como la música industrial, la electrónica, el ambient, el synth pop, el punk, el post-punk y el post-rock. Cabe destacar la influencia ejercida en multitud de músicos a través de la denominada trilogía berlinesa de David Bowie, con sus álbumes Low, Heroes y Lodger, grabados entre 1977 y 1979 por el músico británico en compañía de Robert Fripp y Brian Eno.

"Kraftwerk, por ejemplo, ayudó a sentar las bases del electropop, el techno, e incluso el hip-hop."
David Stubbs (2017) 

Numerosos grupos experimentales han redescubierto el sonido krautrock como por ejemplo Stereolab firmes seguidores de la obra de Neu!. Numerosos grupos de post-punk y de rock con influencias de la música electrónica han manifestado tomar al krautrock como una de sus grandes influencias como, por ejemplo, Public Image Ltd, Cabaret Voltaire, Alternative TV, Stereolab, The Mars Volta, Maserati, Deerhunter, Wilco, Laika, Mouse on Mars, Bowery Electric, I Am Spoonbender, Tortoise o Coil. Radiohead cita a Can, Neu! y Faust entre sus referentes. El número de versiones de temas de esta época es innumerable.

"A finales de los 60 y principios de los 70 parecía que había un nuevo terreno por explorar, un nuevo espacio que considerar. Parte de la experiencia de escuchar krautrock es la nostalgia por aquellos tiempos. El mundo se sentía mucho más joven, mucho menos construido. Es difícil prever esas condiciones reinantes en nuestros tiempos sobresaturados"
David Stubbs (2017) 

Hoy día algunas de las bandas y solistas adscritos al krautrock siguen en actividad, al igual que muchos músicos que han pertenecido a bandas de la escena y que ejercen carreras en solitario o han conformado nuevas formaciones. Algunos ejemplos los constituyen Damo Suzuki (quien fuera cantante de Can), Faust, Jaki Liebezeit (exbaterista de Can que participa en la banda Flanger), Tangerine Dream o Kraftwerk.

"Resulta irónico que este movimiento haya fracasado en su propio país en engendrar un verdadero sentido de renacimiento cultural. Todavía deben, creo, llegar a ser plenamente conscientes de su propio y gran legado musical."
David Stubbs (2017) 